# Зморшкувата картопля
Papas arrugadas ([ˈpapas aruˈɣaðas] букв. «зморшкувата картопля») — традиційна страва з вареної картоплі, яку їдять на Канарських островах. Зазвичай її подають із часниковим соусом з перцю чилі, який називається мохо-роджо, або як гарнір до м’ясних страв.
Страва готується з маленької молодої картоплі, яку миють (але не очищають від шкірки), потім відварюють у солоній воді. Спочатку використовували морська вода, але сьогодні все частіше використовують водопровідну воду з дуже великою кількістю солі. Після варіння воду виливають, а картоплю ненадовго залишають у каструлі на плиті, щоб вона обсохла, поки вона не зморщиться і не покриється соляною скоринкою.
Цю страву іноді подають з conejo en salmorejo, поширеним канарським тушкованим кроликом.
 Зморшкувата картопля вважається фірмовою стравою канарської кухні.

У 2016 році Papas arrugadas було проголошено гастрономічним дивом Іспанії на конкурсі, організованому Allianz Global Assistance, отримавши перше місце за результатами всенародного голосування через Інтернет.

## Дивіться також
- Солена картопля
- Список іспанських страв